# 中瀬古駅
中瀬古駅（なかせこえき）は、三重県鈴鹿市中瀬古町にある、伊勢鉄道伊勢線の駅である。駅番号は8。副駅名は「鈴鹿国際大学前」。

## 概要
快速「みえ」が上り3本のみ停車する。また特急「南紀」も列車交換のため運転停車する場合があるが、客扱いは行わない。河原田駅から当駅までが複線であり、当駅から津駅までは単線となる。

## 歴史
- 1973年（昭和48年）9月1日：日本国有鉄道伊勢線の駅として開業[1]。旅客扱いのみ[2]の無人駅[3]。
- 1987年（昭和62年）3月27日：国鉄伊勢線が伊勢鉄道に転換し、同鉄道の駅となる[1]。
- 1994年（平成6年）4月2日：駅舎を新築し、供用開始[4]。

## 駅構造

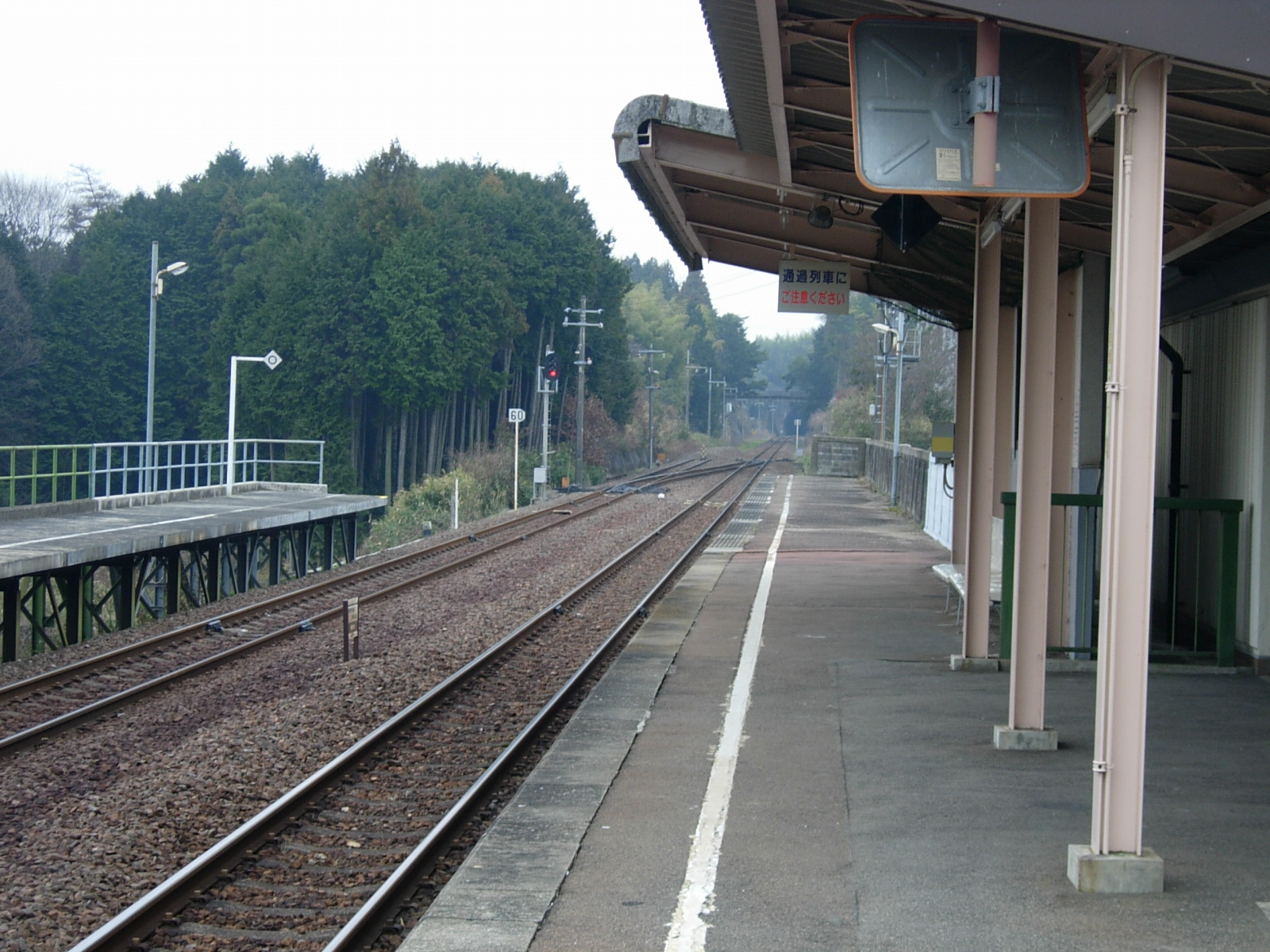
ホームから津方面を見る。この先は単線となる（2009年2月）

地上駅。かつては駅舎の無い単式ホーム1面1線であったが、複線化に伴い下り線ホームと跨線橋を新設して相対式ホーム2面2線になった。さらに、鈴鹿国際大学（現在の鈴鹿大学）が開校し利用客の増加が見込まれたことから、1994年（平成6年）4月に鉄骨造平屋建ての駅舎が建設された。特徴的な駅舎は、中部の駅百選に伊勢鉄道単独の駅として唯一選ばれている。トイレは駅舎外にあり、ユニバーサル対応の水洗式。建設当時から将来の有人化を想定して駅務室や改札はあるものの、使われておらず駅員も配置されていない。自動券売機もないため特別停車する快速「みえ」では乗車券および指定席券は車内で買うことになる。集札は車掌が行う。

### のりば
| 番線   | 路線    | 方向 | 行先               |
| ------ | ------- | ---- | ------------------ |
| (東側) | ■伊勢線 | 下り | 津・松阪方面       |
| (西側) | ■伊勢線 | 上り | 四日市・名古屋方面 |

※ 案内上ののりば番号は割り当てられていない。

## 利用状況
中瀬古駅の利用状況の変遷を下表に示す。
- 輸送実績（乗車人員）の単位は人であり、年度での総計値を示す。年度間の比較に適したデータである。
- 乗降人員調査結果は任意の1日における値（単位：人）である。調査日の天候・行事等の要因によって変動が大きいので年度間の比較には注意を要する。
- 表中、最高値を赤色で、最高値を記録した年度以降の最低値を青色で、最高値を記録した年度以前の最低値を緑色で表記している。

| 年度               | 当駅分輸送実績（乗車人員）：人／年度 | 当駅分輸送実績（乗車人員）：人／年度 | 当駅分輸送実績（乗車人員）：人／年度 | 当駅分輸送実績（乗車人員）：人／年度 | 当駅分輸送実績（乗車人員）：人／年度 | 乗降人員調査結果 人／日 | 乗降人員調査結果 人／日 | 特記事項           |
| ------------------ | ------------------------------------ | ------------------------------------ | ------------------------------------ | ------------------------------------ | ------------------------------------ | ----------------------- | ----------------------- | ------------------ |
| 年度               | 通勤定期                             | 通学定期                             | 定期外                               | 合 計                                | 一日平均                             | 調査日                  | 調査結果                | 特記事項           |
| 1986年（昭和61年） | 40                                   | ←←←←                                 | 76                                   | 116                                  |                                      |                         |                         | 国鉄より転換・開業 |
| 1987年（昭和62年） | 6,720                                | ←←←←                                 | 8,891                                | 15,611                               |                                      |                         |                         |                    |
| 1988年（昭和63年） | 8,850                                | ←←←←                                 | 11,192                               | 20,042                               |                                      |                         |                         |                    |
| 1989年（平成元年） | 9,660                                | ←←←←                                 | 16,983                               | 26,643                               |                                      |                         |                         |                    |
| 1990年（平成2年）  | 12,390                               | ←←←←                                 | 24,247                               | 36,637                               |                                      |                         |                         |                    |
| 1991年（平成3年）  | 17,400                               | ←←←←                                 | 24,581                               | 41,981                               |                                      |                         |                         |                    |
| 1992年（平成4年）  | 19,050                               | ←←←←                                 | 24,465                               | 43,515                               |                                      |                         |                         |                    |
| 1993年（平成5年）  | 21,690                               | ←←←←                                 | 23,107                               | 44,797                               |                                      |                         |                         |                    |
| 1994年（平成6年）  | 31,290                               | ←←←←                                 | 26,040                               | 57,330                               |                                      |                         |                         |                    |
| 1995年（平成7年）  | 31,050                               | ←←←←                                 | 27,240                               | 58,290                               |                                      |                         |                         |                    |
| 1996年（平成8年）  | 35,460                               | ←←←←                                 | 32,532                               | 27,992                               |                                      |                         |                         |                    |
| 1997年（平成9年）  | 33,090                               | ←←←←                                 | 29,852                               | 62,942                               |                                      |                         |                         |                    |
| 1998年（平成10年） | 32,220                               | ←←←←                                 | 32,410                               | 64,630                               |                                      |                         |                         |                    |
| 1999年（平成11年） | 27,690                               | ←←←←                                 | 27,268                               | 54,958                               |                                      |                         |                         |                    |
| 2000年（平成12年） | 35,460                               | ←←←←                                 | 27,939                               | 63,399                               |                                      |                         |                         |                    |
| 2001年（平成13年） | 35,940                               | ←←←←                                 | 27,781                               | 63,721                               |                                      |                         |                         |                    |
| 2002年（平成14年） | 37,770                               | ←←←←                                 | 26,727                               | 64,497                               |                                      |                         |                         |                    |
| 2003年（平成15年） | 39,720                               | ←←←←                                 | 25,946                               | 65,666                               | 179                                  |                         |                         |                    |
| 2004年（平成16年） | 46,200                               | ←←←←                                 | 27,467                               | 73,667                               | 202                                  |                         |                         |                    |
| 2005年（平成17年） | 49,950                               | ←←←←                                 | 24,316                               | 74,266                               | 203                                  |                         |                         |                    |
| 2006年（平成18年） | 46,110                               | ←←←←                                 | 25,797                               | 71,907                               | 197                                  |                         |                         |                    |
| 2007年（平成19年） | 40,830                               | ←←←←                                 | 26,423                               | 67,253                               | 184                                  |                         |                         |                    |
| 2008年（平成20年） | 42,840                               | ←←←←                                 | 25,907                               | 68,747                               | 188                                  |                         |                         |                    |
| 2009年（平成21年） | 41,880                               | ←←←←                                 | 25,958                               | 67,838                               | 186                                  |                         |                         |                    |
| 2010年（平成22年） | 36,540                               | ←←←←                                 | 25,174                               | 61,714                               | 169                                  |                         |                         |                    |
| 2011年（平成23年） | 34,380                               | ←←←←                                 | 25,125                               | 59,505                               | 163                                  |                         |                         |                    |
| 2012年（平成24年） | 37,470                               | ←←←←                                 | 29,613                               | 67,083                               | 184                                  |                         |                         |                    |
| 2013年（平成25年） | 43,520                               | ←←←←                                 | 32,762                               | 76,282                               | 209                                  |                         |                         |                    |

## 駅周辺
駅付近は「太陽の街」という住宅街であり、駅向かい側の広場には「太陽の街駅前モニュメント」がある。当駅は中瀬古町と郡山町の境界付近にあり、駅名は中瀬古だが駅前に広がる住宅街のほとんどが郡山町に位置する。以前は駅前に地下道入口があり駅東の中瀬古町へと繋がっていたが、現在は埋められている。近隣にも住宅街があり、「杜の街」と「千里ヶ丘」の名称を有する。千里ヶ丘には「津市立千里ヶ丘小学校」があるが、同校は駅からやや離れた所にある。そこから更に東へ進むと三重県道645号上野鈴鹿線と国道23号（現道）に至る。
- 鈴鹿大学・鈴鹿大学短期大学部
- 鈴鹿市立郡山小学校
- サン認定こども園
- 中勢バイパス（国道23号バイパス）

## バス路線
駅前道路沿いに「サンモール前」停留所があり、三重交通の太陽の街線と鈴鹿市コミュニティバス（C-BUS）の太陽の街・平田線が経由する。

## 隣の駅
伊勢鉄道
■伊勢線
■快速「みえ」（上り3本のみ停車）
鈴鹿駅 (4) ← 中瀬古駅 (8) ← 津駅 (12)
■普通
徳田駅 (7) - 中瀬古駅 (8) - 伊勢上野駅 (9)